# Улекчинское сельское поселение
Се́льское поселе́ние «Улекчинское» (бур. Υлэгшэнэй hомон) — муниципальное образование в Закаменском районе Бурятии Российской Федерации.
Административный центр — улус Улекчин.

## История
Статус и границы сельского поселения установлены Законом Республики Бурятия от 31 декабря 2004 года № 985-III «Об установлении границ, образовании и наделении статусом муниципальных образований в Республике Бурятия»

## Население
| 2002  | 2011  | 2012  | 2013  | 2014  | 2015  | 2016  |
| ----- | ----- | ----- | ----- | ----- | ----- | ----- |
| 1184  | ↘1174 | ↘1160 | ↘1131 | ↘1112 | ↗1116 | ↘1097 |
| 2017  | 2018  | 2019  | 2020  | 2021  | 2023  | 2024  |
| ↗1110 | ↘1109 | ↘1077 | ↘1052 | ↘973  | ↗974  | ↗982  |

## Состав сельского поселения
| № | Населённый пункт | Тип населённого пункта       | Население |
| - | ---------------- | ---------------------------- | --------- |
| 1 | Улекчин          | улус, административный центр | ↗982      |